# Justyn Knight
Justyn Knight (* 19. Juli 1996 in Toronto, Ontario) ist ein kanadischer Leichtathlet, der sich auf Langstrecken- und Crossläufe spezialisiert hat.

## Leben
Justyn Knight wurde in Toronto geboren. Seine Mutter stammt aus Jamaika und kam im Alter von 13 Jahren nach Kanada. Sein Vater, dessen Wurzeln in Barbados liegen, ist gebürtiger Kanadier. Er betrieb die Sportarten Basketball und Volleyball. Zudem hat Knight einen ein Jahr älteren Bruder, der einen Abschluss in Bewegungswissenschaften von der University of Toronto erwarb. Knight besuchte die St. Michael’s College School in Toronto. Er wuchs nördlich der Metropole in Vaughan auf. Während seines letzten Schuljahres auf der High School fing er an Leichtathletik zu betreiben, obwohl er ursprünglich den Plan hegte, Basketballspieler zu werden. Nach dem Abschluss nahm er ein Studium der Sozialen Arbeit an der Syracuse University auf und trat fortan für deren Sportteam, den Syracuse Orange, an.

## Sportliche Laufbahn
Knight trat 2013 im 5000-Meter-Lauf bei den Kanadischen-U20-Meisterschaften an, bei denen er die Bronzemedaille gewinnen konnte. Zudem siegte er im Crosslauf bei den Wettkämpfen, die von der Ontario Federation of School Athletic Associations organisiert wurden. 2014 konnte er schließlich die Goldmedaille bei den Kanadischen U20-Meisterschaften über 5000 Meter gewinnen. Im selben Monat trat er bei den U20-Weltmeisterschaften in Eugene an, bei denen er mit Bestzeit von 14:08,09 min den achten Platz belegte. 2015 trat er im U20-Rennen bei den Crosslauf-Weltmeisterschaften in Guiyang an, bei denen er den 25. Platz belegte. Im Mai verbesserte er seine Bestzeit im 5000-Meter-Lauf auf 13:34,86 min. 2016 nahm er im Juli erstmals an den Kanadischen Meisterschaften teil und konnte im 1500-Meter-Lauf die Silbermedaille gewinnen.
2017 siegte Knight in seinem Abschlussjahr im Crosslauf bei den Collegemeisterschaften der Division I, die von der National Collegiate Athletic Association organisiert werden. Es stellte den ersten Gewinn eines Athleten der Syracuse University in dieser Disziplin dar. Bei seinem ersten Wettkampf 2017 über 5000 Meter steigerte er seine Bestleistung auf 13:17,51 min und konnte so im August bei den Weltmeisterschaften in London an den Start gehen. Er zog als Vierter seines Vorlaufes in das Finale ein, in dem er mit 13:39,15 min den neunten Platz belegen konnte. 2018 trat er diesmal im 5000-Meter-Lauf bei den Kanadischen Meisterschaften an und gewann, wie ein Jahr zuvor, erneut die Silbermedaille. Im August gewann er die Bronzemedaille bei den Nordamerikameisterschaften in Toronto. 2019 steigerte Knight in Rom seine Bestzeit erneut, die seitdem bei 13:09,76 min liegt. Nach einer erneuten Silbermedaille bei den Kanadischen Meisterschaften, trat er Ende September bei den Weltmeisterschaften in Doha an. Wie zwei Jahre zuvor in London gelang es ihm in das Finale einzuziehen, in dem er als Zehnter das Ziel erreichte. Im Frühjahr 2020 stellte Knight in Boston mit einer Zeit von 3:36,13 min einen neuen kanadischen Hallenrekord im 1500-Meter-Lauf auf.
2021 lief Knight im Juni im italienischen Firenze eine neue 5000-Meter-Bestzeit von 12:51,93 min und reihte sich damit auf dem 34. Platz auf der Allzeitbestenliste über diese Distanz ein (Stand August 2021). Anfang August trat er dann in Tokio zum ersten Mal bei den Olympischen Sommerspielen an. Als Dritter seines Vorlaufes zog er in das Finale ein, das er nach 13:04,38 min als Siebter beendete.

## Wichtige Wettbewerbe
| Jahr               | Veranstaltung                 | Ort                | Platz              | Disziplin          | Zeit               |
| Startet für Kanada | Startet für Kanada            | Startet für Kanada | Startet für Kanada | Startet für Kanada | Startet für Kanada |
| ------------------ | ----------------------------- | ------------------ | ------------------ | ------------------ | ------------------ |
| 2014               | U20-Weltmeisterschaften       | Eugene             | 8.                 | 5000 m             | 14:08,93 min       |
| 2015               | Crosslauf-Weltmeisterschaften | Guiyang            | 25.                | Juniorenrennen     | 25:22 min          |
| 2017               | Weltmeisterschaften           | London             | 9.                 | 5000 m             | 13:39,15 min       |
| 2018               | Nordamerikameisterschaften    | Toronto            | 3.                 | 5000 m             | 14:01,77 min       |
| 2019               | Weltmeisterschaften           | Doha               | 10.                | 5000 m             | 13:26,63 min       |
| 2021               | Olympische Sommerspiele       | Tokio              | 7.                 | 5000 m             | 13:04,38 min       |

## Persönliche Bestleistungen
Freiluft
- 1500 m: 3:33,41 min, 9. Mai 2021, Walnut
- 3000 m: 7:46,63 min, 30. Juni 2019, Palo Alto
- 5000 m: 12:51,93 min, 10. Juni 2021, Florenz

Halle
- 1500 m: 3:36,13 min, 28. Februar 2020, Boston, (kanadischer Rekord)
- 3000 m: 7:44,61 min, 13. Februar 2021, New York City
- 5000 m: 13:50,79 min, 23. Februar 2018, Clemson